# Rue Guy (Montréal)
Pour les articles homonymes, voir Rue Guy et Guy.
La rue Guy est une voie de Montréal.

## Situation et accès
Cette rue commerciale d'axe nord-sud située au centre-ville, relie la rue Sherbrooke à la rue William (près du canal de Lachine).
La rue Guy se retrouve aujourd'hui au centre des campus de l'Université Concordia. La station de métro Guy-Concordia y est située.

## Historique

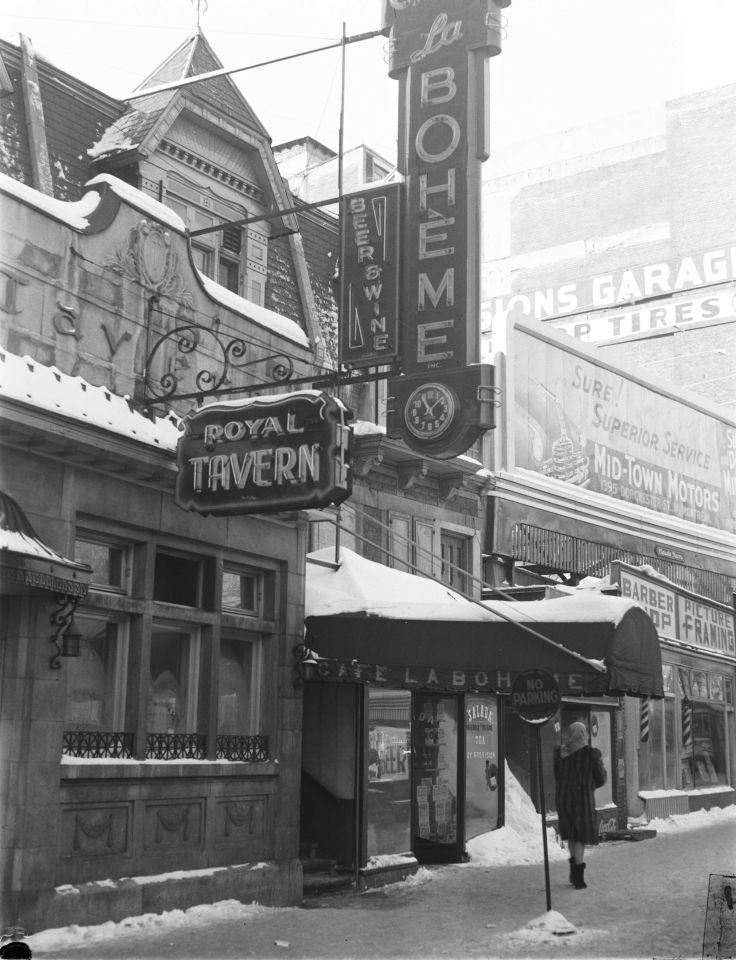
Café la Bohème sur la rue Guy en 1947.

En 1817, on ouvre la section de rue située au sud du boulevard René-Lévesque sur une terre appartenant à Étienne Guy (en) (1774–1820) qui fut député de la circonscription de Montréal, à l'assemblée du Bas-Canada. La rue Guy constitue alors le lien entre les faubourgs Saint-Joseph et Saint-Antoine.

## Bâtiments remarquables et lieux de mémoire
- Domaine des Sœurs grises de Montréal
- Le théâtre Majesty’s (en)[2]
- Hôtel Corona[2]

## Source
- Ville de Montréal. Les rues de Montréal. Répertoire historique. Montréal, Méridien, 1995, p. 214